# To the Moon (film, 2024)
Pour les articles homonymes, voir To the Moon et Fly Me to the Moon.
Pour plus de détails, voir Fiche technique et Distribution.
To the Moon ou Emmène-moi sur la Lune au Québec (Fly Me to the Moon) est un film américain réalisé par Greg Berlanti et sorti en 2024.
Le film se déroule dans les années 1960. Alors que la course à l'espace fait rage entre les États-Unis et l'Union soviétique, la NASA fait appel à Kelly Jones, une experte en marketing, pour redorer son image. Son arrivée n'est pas du goût du directeur de la mission Apollo 11, Cole Davis. Pour ne pas perdre la face, la NASA demande à Kelly de prévoir un faux alunissage, en cas d'échec de la mission.
Le film est une comédie romantique sur le thème du premier pas de l'homme sur la Lune lors de la mission Apollo 11, et du rôle de l'image dans le marketing, dans la publicité et dans la propagande.

## Synopsis
En 1968, à Manhattan, Kelly Jones, une publicitaire, se voit proposer un poste de haute responsabilité par Moe Berkus, un agent gouvernemental travaillant pour le président élu Richard Nixon. Sa mission consiste à redorer l'image de la NASA alors que l'intérêt pour la course à l'espace s'estompe. Sous la menace de voir son passé trouble révélé, Kelly accepte à contrecœur et déménage à Cocoa Beach, en Floride, accompagnée de sa fidèle assistante, Ruby.
À son arrivée, Kelly fait la connaissance de Cole Davis, pilote d'avions de chasse, directeur des lancements au Centre spatial Kennedy, un bel homme sérieux et rigoureux. Leur collaboration débute difficilement en raison des méthodes peu conventionnelles de Kelly pour améliorer l'image de la NASA, notamment des collaborations publicitaires et des tournages avec des acteurs pour incarner des scientifiques. Malgré leurs divergences, ils développent progressivement un respect mutuel, qui se mue bientôt en des sentiments naissants.
Alors que la NASA se prépare pour la mission historique Apollo 11, Kelly propose de diffuser l'alunissage grâce à une caméra installée sur le module lunaire, une idée que Cole juge irréaliste. Moe soutient secrètement cette proposition et confie à Kelly une directive supplémentaire : préparer une fausse diffusion de l'alunissage en cas d'échec de la mission, un projet très secret nommé Artémis, en référence à la sœur d'Apollon (Apollo).
Moe exerce une pression déterminante sur Kelly pour qu'elle réalise cette supercherie, menaçant de dévoiler son passé d'arnaqueuse. Kelly recrute un ami réalisateur, talentueux et exigeant, peu connu. Elle organise le tournage dans un hangar isolé, étroitement surveillé, avec un strict engagement de confidentialité de tous les participants.
Au fil du temps, Kelly est de plus en plus troublée par cette fraude, d'autant plus qu'elle se rapproche de Cole. Lorsque le soutien financier d'un membre clé du Congrès est retiré, mettant en péril les fonds de la NASA, Cole et Kelly unissent leurs efforts pour convaincre un sénateur sceptique, très croyant, réussissant grâce à l'argumentation sincère de Cole, fervent chrétien.
Les sentiments de Cole et Kelly finissent par se concrétiser. Alors que le lancement d'Apollo 11 approche, Kelly découvre que la diffusion de la fausse vidéo est prévue, quelle que soit l'issue de la mission, en raison du sabotage de la caméra du LEM. Rongée par la culpabilité, elle avoue tout à Cole. Ensemble, ils réparent la caméra embarquée à temps. Lors de la diffusion en direct, où les acteurs jouent la sortie en temps réel avec les réelles communications radio de la mission en bande son, l'incertitude plane sur l'authenticité des images montrées. L'apparition accidentelle d'un chat noir sur le plateau confirme que les images réelles sont diffusées. La mission est saluée comme un succès.
Finalement, Moe accepte à contrecœur la victoire de la vérité, permettant à Kelly de tourner la page de son passé. Elle révèle son véritable prénom, Winnie, à Cole, et leur relation se poursuit alors que les astronautes d'Apollo 11 rentrent sur Terre en toute sécurité. Le film s'achève par une vue aérienne du centre spatial et du pas de tir 39A, d'où décolle la Saturn V d'Apollo 12.

## Fiche technique
Sauf indication contraire, les informations mentionnées dans cette section peuvent être confirmées par la base de données cinématographiques IMDb,  présente dans la section « Liens externes ».
- Titre original : Fly Me to the Moon
- Titre français : To the Moon
- Titre québécois : Emmène-moi sur la Lune
- Titre de travail : Project Artemis
- Réalisation : Greg Berlanti
- Scénario : Rose Gilroy, d'après une histoire de Bill Kirstein et Keenan Flynn
- Musique : Daniel Pemberton
- Décors : Shane Valentino
- Costumes : Mary Zophres
- Photographie : Dariusz Wolski
- Montage : Harry Jierjian
- Production : Keenan Flynn, Scarlett Johansson, Jonathan Lia, Sarah Schechter et David Batchelor Wilson
- Production déléguée : Robert J. Dohrmann
- Sociétés de production : Apple Studios, Berlanti-Schechter Films et These Pictures
- Sociétés de distribution : Columbia Pictures (États-Unis) ; Sony Pictures (Québec)[1], Sony Pictures Releasing France (France)
- Budget : 100 millions $[3]
- Pays de production :  États-Unis
- Langue originale : anglais
- Format : couleur
- Genre : comédie romantique
- Durée : 132 minutes
- Dates de sortie[4] : 
  - France : 10 juillet 2024
  - États-Unis, Canada[1] : 12 juillet 2024
  - Suisse romande : 30 octobre 2024
  - Belgique : 27 novembre 2024

## Distribution
- Scarlett Johansson (VF : Julia Vaidis-Bogard ; VQ : Camille Cyr-Desmarais) : Kelly Jones
- Channing Tatum (VF : Adrien Antoine ; VQ : Frédérik Zacharek) : Cole Davis
- Jim Rash (VF : Arnaud Bedouët ; VQ : François Sasseville) : Lance Vespertine
- Ray Romano (VF : Philippe Vincent ; VQ : Jacques Lavallée) : Henry Smalls
- Woody Harrelson (VF : Jérôme Pauwels ; VQ : Louis-Philippe Dandenault) : Moe Berkus
- Anna Garcia (en) (VF : Caroline Mozzone ; VQ : Maude Bouchard) : Ruby Martin
- Donald Elise Watkins (VQ : Lyndz Dantiste) : Stu Bryce
- Noah Robbins (VF : Arthur Raynal ; VQ : Nicolas DePassillé-Scott) : Don Harper
- Colin Woodell (VQ : Philippe Martin) : Buzz Aldrin
- Christian Zuber : Michael Collins
- Nick Dillenburg (VF : Jean-Philippe Pertuit ; VQ : Maël Davan-Soulas) : Neil Armstrong
- Gene Jones (VF : Patrick Raynal) : le sénateur Hopp
- Joe Chrest (VF : Yann Guillemot) : le sénateur Vanning
- Stephanie Kurtzuba (en) : Jolene Vanning
- Colin Jost : le sénateur Cook
- Victor Garber (VF : Gabriel Le Doze) : le sénateur Hedges
- Peter Jacobson (VF : Vincent Violette) : Chuck Meadows
- Christian Clemenson (VF : Daniel Lafourcade ; VQ : Stéphane Jacques) : Walter, l'agent de presse

 Source et légende : version française (VF) sur RS Doublage ; version québécoise (VQ) sur Doublage.qc.ca

## Production

### Développement
En mars 2022, il est annoncé qu'Apple Studios a acquis les droits d'un projet de film, alors intitulé Project Artemis, pour 100 millions de dollars. Scarlett Johansson et Chris Evans sont annoncés dans les rôles principaux, avec Jason Bateman à la réalisation. 
En mai, Jason Bateman affirme que le titre Project Artemis est amené à changer. Il quitte finalement le projet le mois suivant, invoquant des différends créatifs. Le poste de réalisateur est ensuite repris par Greg Berlanti, qui n'a alors pas réalisé de long métrage depuis Love, Simon (2018).

### Attribution des rôles
En juillet 2022, la recherche d'un nouveau réalisateur et la disponibilité de Greg Berlanti ont modifié le calendrier de production, obligeant Chris Evans à abandonner également le film. En juillet, Channing Tatum est évoqué pour le remplacer. En septembre, Jim Rash rejoint la distribution. Ray Romano, Anna Garcia (en) et Woody Harrelson les rejoignent dans les mois suivants.

### Tournage
Le tournage débute le 27 octobre 2022 à Atlanta.

## Sortie et accueil

### Dates de sortie
Après leur partenariat pour Napoleon (2023), Apple Studios annonce — en décembre 2023 — se lier à Sony Pictures pour distribuer le film en salles. Peu après, la sortie américaine est fixée au 12 juillet 2024,. En avril 2024, il est révélé que le film s'intitulera Fly Me to the Moon.